# Taksony

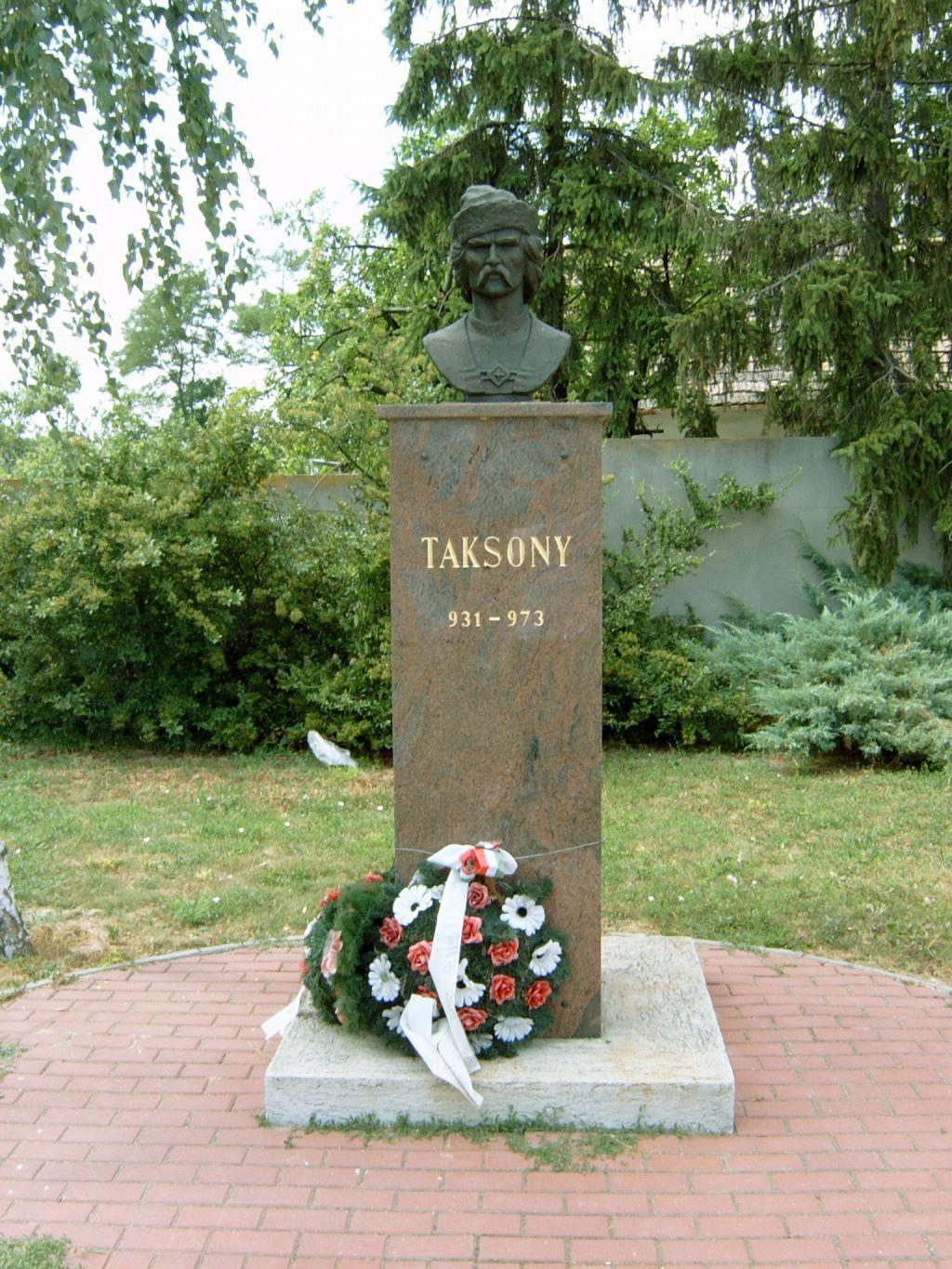

Taksony (n. 931 d.Hr., Ungaria – d. 972 d.Hr., Ungaria) prinț ungur din dinastia arpadiană, aflat la putere din 955 până la moartea sa. În cea mai veche cronică păstrată, a notarului anonim P., Gesta Hungarorum, numele este grafiat Thocsun (probabil citibil Tokșun). Fiul lui Zoltan (Zulta), de asemenea prinț al ungurilor, și al fiicei lui Menumorut, ducele Bihorului Informațiile despre Taksony sunt puține.
A organizat nenumărate expediții militare în teritoriile vecinilor. Se presupune că a participat și la bătălia cu germanii conduși de regele saxon Otto I, care a avut loc la 10 august 955 în bătălia de la Lechfeld, lângă Augsburg, pe malurile râului Lech, unde oștirea ungară l-a pierdut pe șeful ei, Bulcsú (sau Vérbulcsú; Bulciu), care a fost executat de germani în orașul bavarez Regensburg.
Relațiile dintre unguri și bizantini s-au înrăutăți continuu și se pare că pricina a fost felul în care Otto I descria acel „trib de țărani” (deși împăratul bizantin Constantin al VII-lea Porfirogenetul avusese întrevederi cu liderii Taksony și Bulciu între anii 948-950). Taksony a cerut papei Ioan al XII-lea să trimită în Ungaria un episcop care să favorizeze creștinarea poporului.
Taksony s-a căsătorit cu o tânără adusă de tatăl lui, Zulta, din „țara cumanior” (în cronica lui Anonymus, „cumanii” erau kavarii, un grup de triburi hazare disidente față de hanatul Hazaria).
 Au avut doi fii: pe Géza și pe Mihály.